# Tivetshall St. Mary
Tivetshall St. Mary är en ort i Tivetshall, South Norfolk, Storbritannien. Den ligger i grevskapet Norfolk och riksdelen England, i den sydöstra delen av landet, 130 km nordost om huvudstaden London.
Orten utgjorde tidigare en civil parish, men slogs 1 april 2019 samman med Tivetshall St. Margaret till den nybildade civil parish Tivetshall. Civil parish hade 296 invånare år 2011.